# 中臣阿麻毘舎卿
中臣阿麻毘舎卿（なかとみのあまひさ）は、古墳時代の豪族・中臣氏の一人。

## 概要
別名は阿麻毘舎連公（あまびさむらじのきみ）。

## 系譜
父は仲哀朝に活動した雷大臣命の子・大小橋命で、子に中臣音穂がいるとされる。